# Zambie aux Jeux olympiques
Le Zambie  participe aux Jeux olympiques depuis 1964 et a envoyé des athlètes aux Jeux à chaque Olympiade depuis cette date à l'exception du boycott olympique de 1976. Le pays n'a jamais participé aux Jeux d'hiver. 
Le pays a remporté au total une médaille d'argent et deux médailles de bronze aux Jeux olympiques.
En 1964, la Zambie s'est présentée aux Jeux olympiques en tant que Rhodésie du Nord.

## Médailles

### Liste des médaillés
| Médaille           | Nom              | Jeux             | Sport      | Compétition        |
| ------------------ | ---------------- | ---------------- | ---------- | ------------------ |
| Médaille de bronze | Keith Mwila      | Los Angeles 1984 | Boxe       | poids mouche       |
| Médaille d'argent  | Samuel Matete    | Atlanta 1996     | Athlétisme | 400 m haies hommes |
| Médaille de bronze | Muzala Samukonga | Paris 2024       | Athlétisme | 400 m hommes       |

### Médailles par jeux olympiques d'été
| Année | Médaille d'or, Jeux olympiques | Médaille d'argent, Jeux olympiques | Médaille de bronze, Jeux olympiques | Total                       |
| 1964  | 0                              | 0                                  | 0                                   | 0                           |
| 1968  | 0                              | 0                                  | 0                                   | 0                           |
| 1972  | 0                              | 0                                  | 0                                   | 0                           |
| 1976  | n'a pas participé (boycott)    | n'a pas participé (boycott)        | n'a pas participé (boycott)         | n'a pas participé (boycott) |
| 1980  | 0                              | 0                                  | 0                                   | 0                           |
| 1984  | 0                              | 0                                  | 1                                   | 1                           |
| 1988  | 0                              | 0                                  | 0                                   | 0                           |
| 1992  | 0                              | 0                                  | 0                                   | 0                           |
| 1996  | 0                              | 1                                  | 0                                   | 1                           |
| 2000  | 0                              | 0                                  | 0                                   | 0                           |
| 2004  | 0                              | 0                                  | 0                                   | 0                           |
| 2008  | 0                              | 0                                  | 0                                   | 0                           |
| 2012  | 0                              | 0                                  | 0                                   | 0                           |
| 2016  | 0                              | 0                                  | 0                                   | 0                           |
| 2020  | 0                              | 0                                  | 0                                   | 0                           |
| 2024  | 0                              | 0                                  | 1                                   | 1                           |
| Total | 0                              | 1                                  | 2                                   | 3                           |